# بول هيستر
بول هيستر (بالإنجليزية: Paul Hester)‏ هو موسيقي وطبال أسترالي، ولد في 8 يناير 1959 في ملبورن في أستراليا، وتوفي بنفس المكان في 26 مارس 2005 بسبب شنق.

## وصلات خارجية
- بول هيستر على موقع IMDb (الإنجليزية)
- بول هيستر على موقع ميوزك برينز (الإنجليزية)
- بول هيستر على موقع أول ميوزيك (الإنجليزية)
- بول هيستر على موقع ديسكوغز (الإنجليزية)
- بول هيستر على موقع قاعدة بيانات الفيلم (الإنجليزية)